# كامبو ديل ييلتيس
كامبو ديل ييلتيس (بالإسبانية: Campo del Yeltes)‏ هو كوماركا فرعية لكوماركا ثيوداد رودريجو في الجنوب الغربي لمقاطعة سلامنكا، التابعة لمنطقة الحكم الذاتي قشتالة وليون. لا تتوافق حدودها مع التقسيم الإداري، ولكن مع ترسيم الحدود الجغرافية الأرضية والتاريخية- التقليدية.